# 阿列克谢·李可夫
阿列克謝·伊萬諾維奇·李可夫（俄語：Алексе́й Ива́нович Ры́ков，羅馬化：Alexei Ivanovich Rykov，發音：[ɐlʲɪˈksʲej ɪˈvanəvʲɪtɕ ˈrɨkəf]；1881年2月25日—1938年3月15日），蘇聯政治家與革命家，他在1924年至1929年擔任俄罗斯苏维埃联邦社会主义共和国人民委员会主席職位等同俄罗斯总理，而且在1924年至1930年擔任苏联部长会议主席。

## 生平
1898年参加俄国社会民主工党。1905年，李可夫当选为中央委员，并参加了俄国1905年革命。1907年，李可夫主张与孟什维克等党内的机会主义派别妥协。1917年俄国二月革命后，回到彼得格勒。十月革命胜利后，为首任内务人民委员。1930年被解除人民委员会主席职务。1931年改任郵電人民委员。 
在1936年肃反运动中被撤职，1937年被开除党籍。1938年3月13日二十一人审判，苏联最高法院军事审判庭根据在侦查过程中伪造的材料，以“参与托洛茨基的恐怖、间谍和破坏活动”的罪名，判处李可夫、布哈林等以极刑。1938年3月15日被押赴刑场，执行枪决，时年58岁。1988年，李可夫被恢復名譽。